# スデ・ドブ空港
スデ・ドブ空港（スデ・ドブくうこう、ヘブライ語: נמל התעופה שדה דב、英語: Sde Dov Airport）は、かつてイスラエルのテルアビブ地区、テルアビブ市内にあった空港。国内路線が就航していたが2019年に閉鎖された。

## 概要
スデ・ドブ空港はテルアビブ近郊ではベン・グリオン国際空港に次いで2番目に大きな空港だった。また、イスラエル航空宇宙軍の飛行隊の拠点だった。スデ・ドブ空港の名前は、労働シオニズム運動の指導者でハガナー創設者の一人でもあり、ユダヤ人による航空の創始者であるドブ・ホズの名に因んでいる。
2019年、スデ・ドブ空港は閉鎖された。空港の跡地は住宅地に転用され、民間航空はベン・グリオン国際空港に、軍用機部隊はパルマヒム空軍基地にそれぞれ移転予定である。

## 歴史

### イスラエル独立以前
1937年、当時のイギリス委任統治領パレスチナのテルアビブ市長イスラエル・ローカフが、当局に空港建設の許可を申請した。背景として、当時発生していたパレスチナのアラブ反乱により、テルアビブ在住のユダヤ人がアラブ人支配地域を通過してリッダ空港（現在のベン・グリオン国際空港）に向かう事が危険で困難だった事があった。要求は許可され、1938年にテルアビブ市内に空港が完成し、ハイファとの間で定期便が就航した。1940年には、空港の名称がドブ・ホズにちなんでスデ・ドブ空港と改名された。1940年8月になると、ユダヤ人による航空会社であったパレスチナ航空の航空機はイギリス空軍に接収され、スデ・ドブ空港の使用も停止された。その後1947年まで、スデ・ドブ空港は当地に駐留するイギリス陸軍の基地として使用された。

### 独立戦争当時
1947年12月に、スデ・ドブ空港はイギリス当局の許可によりユダヤ人の手に戻った。同月、ハガナーの航空部隊"パルアビア"が改称されて"シェルート・アビア"が発足し最初の飛行隊としてテルアビブ飛行隊が編成され、保有するRWD-13が負傷兵を救出するためスデ・ドブ空港の滑走路を使用した。これは本空港でのユダヤ人勢力による初めての軍事作戦となった。1948年に勃発した第一次中東戦争（イスラエルにとっての独立戦争）では、結成当時のイスラエル空軍第1飛行隊 (テルアビブ飛行隊より改称)の基地として21機の航空機の拠点となった。

### イスラエル独立後
第一次中東戦争後、スデ・ドブ空港は本格的に空軍基地としての運用が始まり、また民間航空も再開された。当初は国内線のみで、一人の旅客をパイパー カブで輸送するという小規模なものが多かった。その後、より大きな航空機を使用したイスラエル国内の各空港への定期便が就航し、南北方向の滑走路が増設された。
1960年になり、スデ・ドブ空港の離着陸数が減少したため、テルアビブ市はスデ・ドブ空港を北に移動させ、この場所を住宅地に転用する事を計画した。しかし当局の委員会は調査の結果適切な場所が無い事などからこれを許可せず、代わりに空港機能そのものをロッド空港（現在のベン・グリオン国際空港）に移転させ、テルアビブとロッド間の道路交通を整備するという代案を出した。しかしこの代案にはイスラエル国防軍が反対した。
1968年に再度検討委員会が立ち上げられ、スデ・ドブ空港の古い方の滑走路（東西方向）を閉鎖し、面積を縮小するという案が出された。この改装案により、空港のすぐ東側まで宅地開発が可能となるわけである。委員会はまた、新たに海上部分に新滑走路を増設する案も立てていた。その後この案の通り、東西の滑走路は閉鎖され、空港の東には高層マンションが建設された。一方、海上への新たな滑走路建設は、予算の関係から見送られた。
スデ・ドブ空港近くに新たに開発された住宅地の住民は、ほどなく航空機の騒音に悩まされる事になり、発着回数の削減や、空港の移転を希望するようになった。その一方で、イスラエルの空港当局は、ロッド空港の過密状態を解消するため小型機を使用する国内線を中心にスデ・ドブ空港に振り分けを行い、スデ・ドブ空港の発着回数はかえって増加していった。以前頓挫した海上への滑走路移設も再度検討されたが、コスト高により実現されなかった。この騒音問題・移設問題は、1970年代～80年代を通じ、周辺住民、テルアビブ市、イスラエル空港庁にとっての大きな懸案事項となった。
1990年代に入ると、ソ連の崩壊による移民の増加やハイテクブームによる経済成長などを背景に、テルアビブ周辺での航空機発着回数は更に増加した。これにより移設計画が再度検討される事となった。スデ・ドブ空港を閉鎖して、民間空港はベン・グリオン国際空港に、空軍部隊はパルマヒム空軍基地にそれぞれ移転する、という案が浮上した。またこれに先立ちベン・グリオン国際空港のキャパシティー改善の為、従来ベン・グリオン国際空港を拠点としていた空軍部隊の、南部のネバティム空軍基地へ移転も行われた。
スデ・ドブ空港には、ハイファやエイラート、オブダへの国内定期路線の他、1997年ごろからは小規模な国際路線も存在した（そのほとんどが、キプロスもしくはその周辺への便である）。民間航空の発着回数は年間3万～3.5万回程度であるが、残り4割を占める空軍機の発着を含めると5万回以上となっていた。2つの旅客ターミナル、7つのチェックインカウンター、45箇所の駐機場があり、年間60～70万人程度の利用者数（民間航空）があった。

## 就航路線
| 航空会社                  | 就航地                       |
| ------------------------- | ---------------------------- |
| アルキア・イスラエル航空  | エイラート, ハイファ, オブダ |
| Ayit Aviation and Tourism | Rosh Pina                    |
| Elrom Airways             | Ein Yahav                    |
| イズレール航空            | エイラート                   |

## 飛行隊
イスラエル空軍のいくつかの飛行隊がスデ・ドブ空港を拠点としている。いずれも大型機や戦闘機を運用する飛行隊ではなく、小型機や小型ヘリコプターを使用する部隊である。スデ・ドブ空港が予定通り閉鎖された場合、パルマヒム空軍基地へ転属される予定である。尚、スデ・ドブ空港の所属部隊は、イスラエル空軍において第15航空団 (15th Wing, Canaf 15) の隷下となっている。
- 第100飛行隊（フライング・キャメル・スコードロン、The Flying Camel Squadron） – ビーチ キングエア200
- 第125飛行隊（ライト・ヘリコプター・スコードロン、The Light Helicopter Squadron） – ベル 206
- 第135飛行隊（ライト・トランスポート・スコードロン、The Light Transportation Squadron） – ビーチ キングエア200
- 第249飛行隊（ファイアファイティング・スコードロン、The Fire-Fighting Squadron） – AT-802（英語版）